# Чигоњола
Чигоњола (итал. Cigognola) је насеље у Италији у округу Павија, региону Ломбардија.
Према процени из 2011. у насељу је живело 213 становника. Насеље се налази на надморској висини од 274 м.

## Становништво
Према резултатима пописа становништва 2011. у општини је живело 1.363 становника.
| 1936. | 1951. | 1961. | 1971. | 1981. | 1991. | 2001. | 2011. |
| ----- | ----- | ----- | ----- | ----- | ----- | ----- | ----- |
| 1.785 | 1.682 | 1.498 | 1.417 | 1.429 | 1.366 | 1.367 | 1.363 |